# Randall L. Gibson

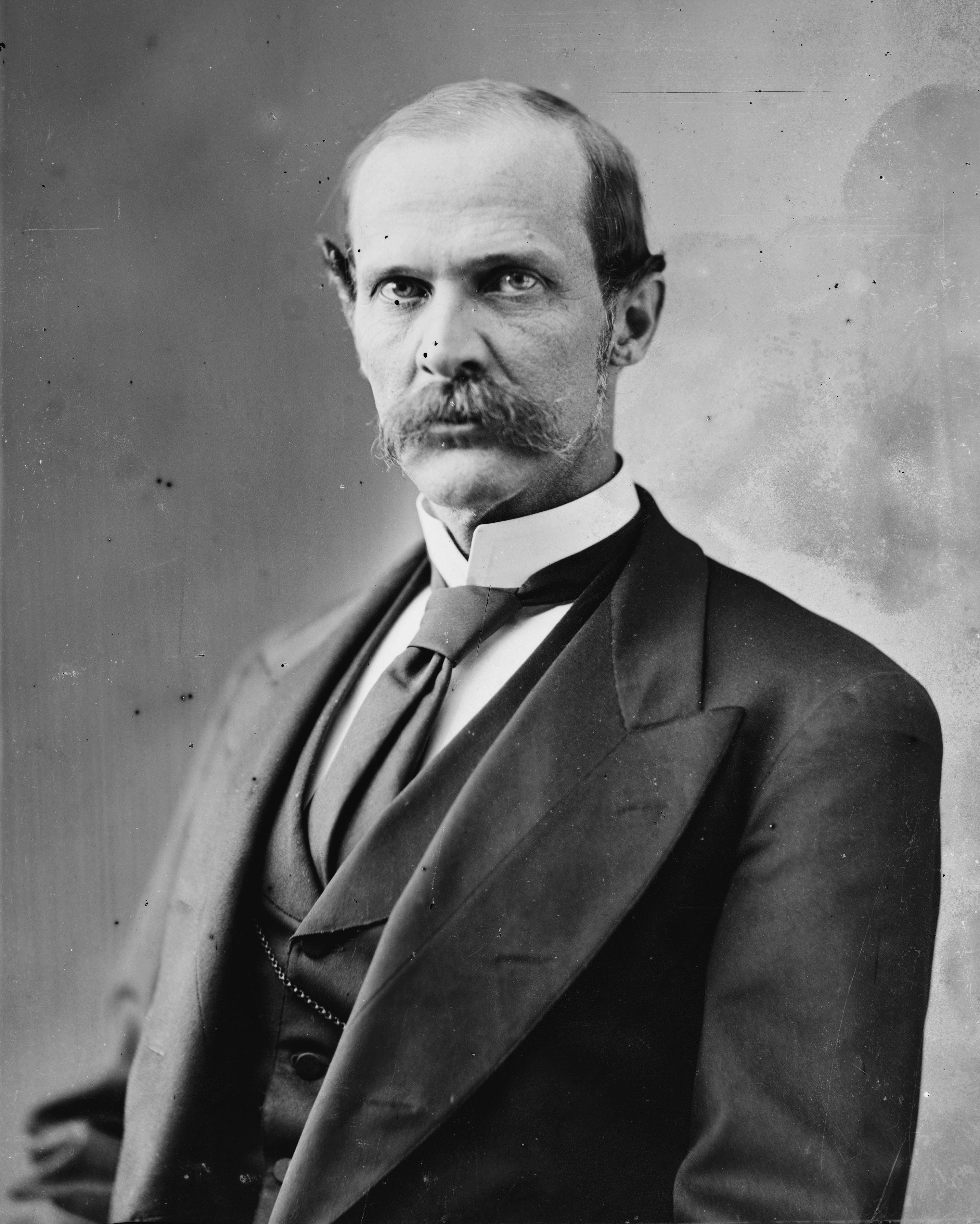
Randall L. Gibson

Randall Lee Gibson (* 10. September 1832 bei Versailles, Kentucky; † 15. Dezember 1892 in Hot Springs, Arkansas) war ein US-amerikanischer Politiker (Demokratische Partei), der den Bundesstaat Louisiana in beiden Kammern des US-Kongresses vertrat. Während des Bürgerkrieges diente er als Brigadegeneral in der Konföderiertenarmee.

## Frühe Jahre und militärische Laufbahn
Randall Gibson kam auf „Spring Hill“, der Plantage seines Vaters im Woodford County, zur Welt. Nachdem die Familie nach Louisiana umgezogen war, erhielt er seine Schulbildung von Privatlehrern auf der Plantage „Live Oak“ im Terrebonne Parish. 1853 machte er seinen Abschluss in Yale, wo er der Studentenverbindung Scroll and Key angehörte. Zwei Jahre darauf folgte das juristische Examen an der University of Louisiana. In der Folge reiste er für mehrere Jahre durch Europa und betätigte sich nach seiner Rückkehr als Pflanzer.
Nachdem sich Louisiana zu Beginn des Jahres 1861 von der Union abgespalten hatte, gehörte Gibson zunächst zum Stab von Gouverneur Thomas Overton Moore. Im März 1861 verließ er die Hauptstadt Baton Rouge und schloss sich dem 1. Artillerieregiment aus Louisiana an. Er wurde noch im selben Jahr zum Colonel des 13. Infanterieregiments ernannt und kämpfte später in der Schlacht von Shiloh. Mit der Army of Tennessee nahm er 1862 am Kentucky-Feldzug und der Schlacht am Chickamauga teil. Am 11. Januar 1864 wurde Gibson zum Brigadegeneral befördert. Er war danach am Atlanta-Feldzug und am Franklin-Nashville-Feldzug beteiligt, ehe ihm die Verteidigung der Hafenstadt Mobile in Alabama übertragen wurde. Dabei gelang es ihm und seinen Truppe, bei der Schlacht um Spanish Fort lange Zeit standzuhalten und schließlich zu entkommen.

## Nach dem Bürgerkrieg
Nach dem Krieg arbeitete Gibson als Jurist in New Orleans und nahm auch seine landwirtschaftliche Tätigkeit wieder auf. Er wurde Mitglied im Leitungsgremium (Board of Regents) der Smithsonian Institution und Präsident des Board of Administrators an der University of Louisiana, an deren Übergang von einem öffentlichen Institut zur heutigen privaten Tulane University er maßgeblichen Anteil hatte. Die Gibson Hall auf dem Campus der Universität trägt seinen Namen.
Schließlich begann Randall Gibson auch noch eine politische Laufbahn. 1872 war er bei der Wahl zum Repräsentantenhaus der Vereinigten Staaten noch erfolglos, doch zwei Jahre später gelang es ihm, für den 1. Kongresswahlbezirk Louisianas ins Parlament einzuziehen. Nach dreimaliger Bestätigung wechselte er am 4. März 1883 innerhalb des Kongresses in den Senat, wo er den nicht mehr kandidierenden Republikaner William P. Kellogg ablöste. 1889 gelang ihm die Wiederwahl, doch er verstarb noch während seiner zweiten Amtszeit als Senator im Dezember 1892 in Arkansas.